# Чанки, Дезо
Дежё Чанки (венг. Dezső Csánki; 18 мая 1857, Фюзешдьярмат, Австрийская империя — 29 апреля 1933, Будапешт) — венгерский Венгрии, архивист, статс-секретарь по делам религии и народного просвещения, действительный член Венгерской академии наук. Лауреат премии «Корона Корвина» (1930).

## Биография
Сын священника. В 1875—1879 годах изучал историю и географию на гуманитарном факультете Будапештского университета.
В 1881 году работал в библиотеке Венгерского национального музея, позже, стажёром, научным и старшим научным сотрудником в Венгерском национальном архиве.
С мая 1891 года — член-корреспондент Венгерской академии наук, с 1900 года — действительный член академии, в 1925 году был избран вице-президентом Венгерской академии наук.
Был членом совета директоров Венгерского исторического общества, Венгерского геральдического и генеалогического общества. В 1915 году получил звание министерского советника.
Отец художника Денеса Чанки.
Похоронен на столичном кладбище Фаркашрети.